# Galgula hippotamada
Galgula hippotamada är en fjärilsart som beskrevs av Druce 1889. Galgula hippotamada ingår i släktet Galgula och familjen nattflyn. Inga underarter finns listade i Catalogue of Life.